# 奧羅西 (加利福尼亞州)
奧羅西（英語：Orosi）是位於美國加利福尼亞州圖萊里縣的一個人口普查指定地區。

## 地理
奧羅西的座標為36°32′33″N 119°17′20″W / 36.54250°N 119.28889°W，而該地最高點為海拔高度114米（即374英尺）。

## 人口
根據2010年美國人口普查的數據，奧羅西的面積為6.334平方千米，當中陸地面積為6.334平方千米，而水域面積為0.000平方千米。當地共有人口8770人，而人口密度為每平方千米1,384人。